# 瞿昙罗
瞿曇罗，一名瞿昙跃，唐代天文学家，世居京兆，祖籍天竺。他是瞿昙家族的第二代，瞿昙逸之子、瞿昙悉达之父。

## 生平
约出生于唐太宗贞观初年，在高宗、武后时期担任太史令三十余年，官至太中大夫。曾于麟德二年（665年）编制《經緯曆》，诏与李淳风《麟德曆》相参行。武周聖曆元年（698年）又奉命制《光宅曆》，不过尚未完成时武则天便决定废止改曆。